# Província de Sanuki
Sanuki (讃岐国, Sanuki no kuni) foi uma antiga provínica do Japão na ilha de Shikoku, equivalente à atual prefeitura de Kagawa. Localizava-se na costa do Mar Interior e fazia fronteira com as províncias de Awa e Iyo. Através do Estreito de Naruto, também fazia fronteira com a província de Awaji. Administrativamente foi incluída como parte de Nankaidō. Foi criada no século VII e originalmente consistia na parte nordeste de Shikoku e Ilhas Awaku no Mar Interior.

Mapa das províncias japonesas (1868) com a província de Sanuki em destaque

Acredita-se que a antiga capital de Sanuki se situava próxima à atual Sakaide, mas nunca foi descoberta. Takamatsu se desenvolveu como principal sede da província durante a Idade Média. 
No Período Sengoku, Sanuki foi governada pelo clã Miyoshi. Os Miyoshi foram atacados pelo clã Chōsokabe na província de Tosa e perderam Sanuki. Finalmente os Chōsokabe perderam uma batalha contra Toyotomi Hideyoshi e Sanuki foi dada aos seus homens. 
No Período Edo, Sanuki foi dividida em cinco; três han em Takamatsu, Marugame, Tadotsu, a posse direta do Shogun e uma parte do Domínio de Tsuyama, cujas terras principais ficavam em Honshū. As Ilhas Naoshima e Shōdoshima foram separadas de Bizen e incorporadas a Sanuki.